# Croesmolen

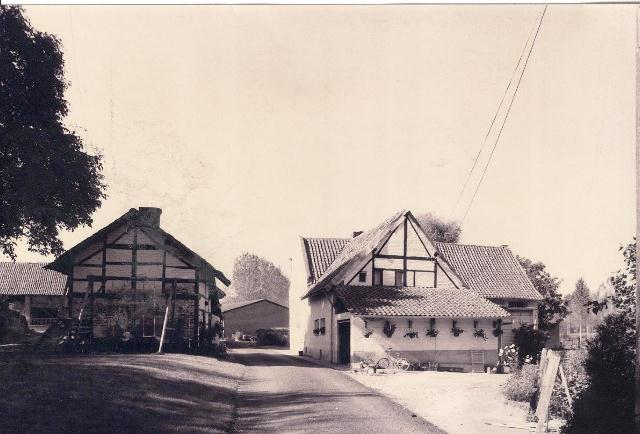
Een foto van het complex in 1997

De Croesmolen was een watermolen op de Mombeek, gelegen aan de Oude-Hoevestraat 29 te Vliermaal in de Belgische gemeente Kortessem in de provincie Limburg. Tegenwoordig is het een boerderijcomplex.
Het betrof een onderslagmolen die fungeerde als korenmolen.

## Etymologie
De oorsprong van de naam Croesmolen, die vanaf eind 18e eeuw in zwang was, is niet duidelijk. De naam kan betrekking hebben op de familie Croughs, een veelvoorkomende naam in Vliermaal. Ook kan het te maken hebben met aangroeien, winst opleveren (vergelijk het Franse werkwoord: croître).

## Geschiedenis
Het is niet bekend wanneer er hier voor het eerst een watermolen stond. Voor het eerst werd ze schriftelijk vermeld in 1380. De molen behoorde tot de bezittingen van de Abdij van Herkenrode. Een gevelsteen uit 1688 toont het wapen van Claudia de Merode, abdis van deze abdij. In de Franse tijd werd de abdij onteigend en in 1798 werd de molen aan de particulier Paul Bonhomme verkocht.
In 1881 werd de moleninstallatie verwijderd en de gebouwen dienen sindsdien als boerderij.
In 2002 kreeg het complex van boerderijen en molenhuis de status van beschermd monument.

## Gebouw
De kern van de gebouwen is van omstreeks 1700. Aan de beekzijde van het molenhuis is nog het asgat in natuursteen te zien waar het molenrad zat. De gebouwen zijn deels in vakwerkbouw met bakstenen vulling. Een aantal wijzigingen hebben plaatsgevonden.

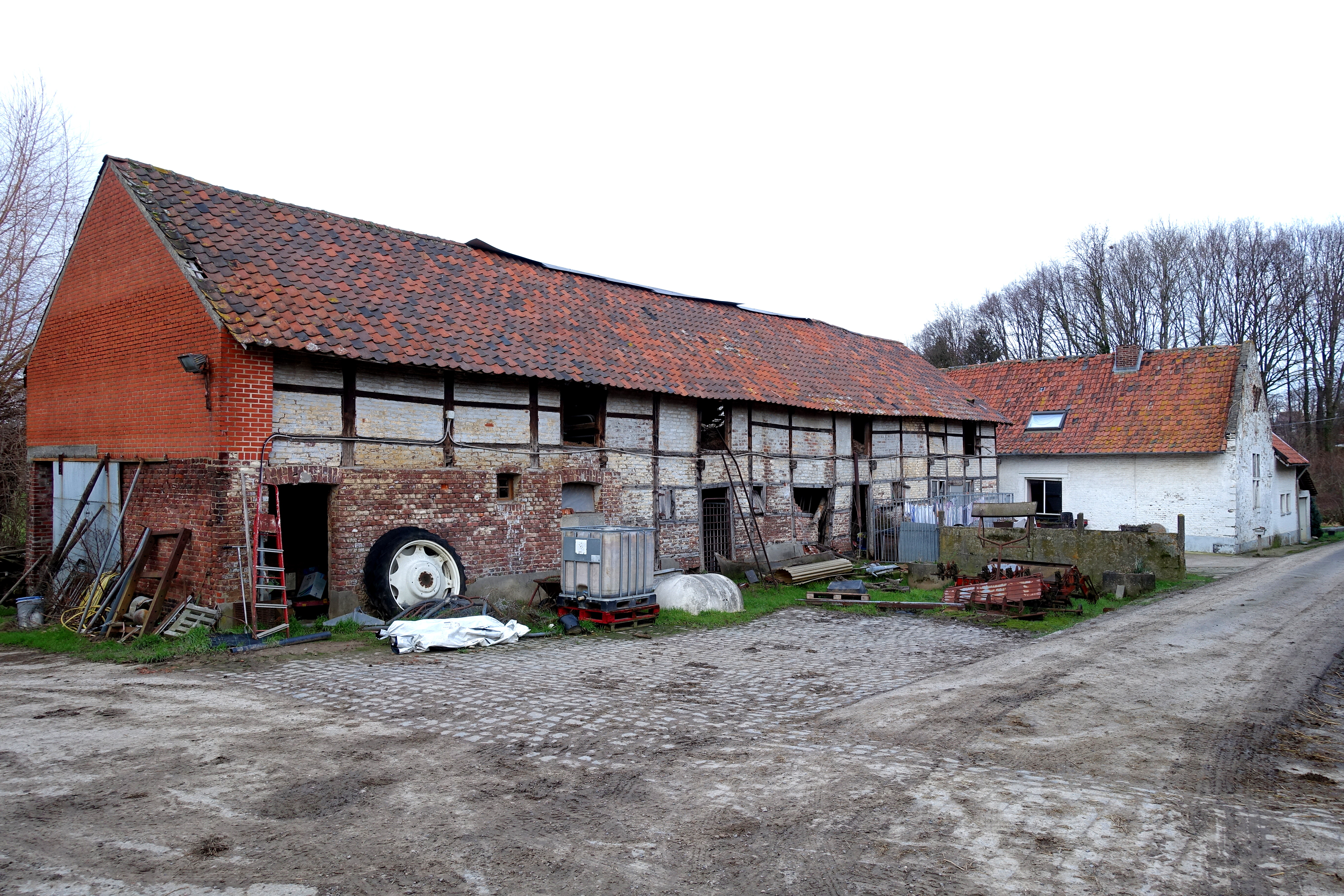
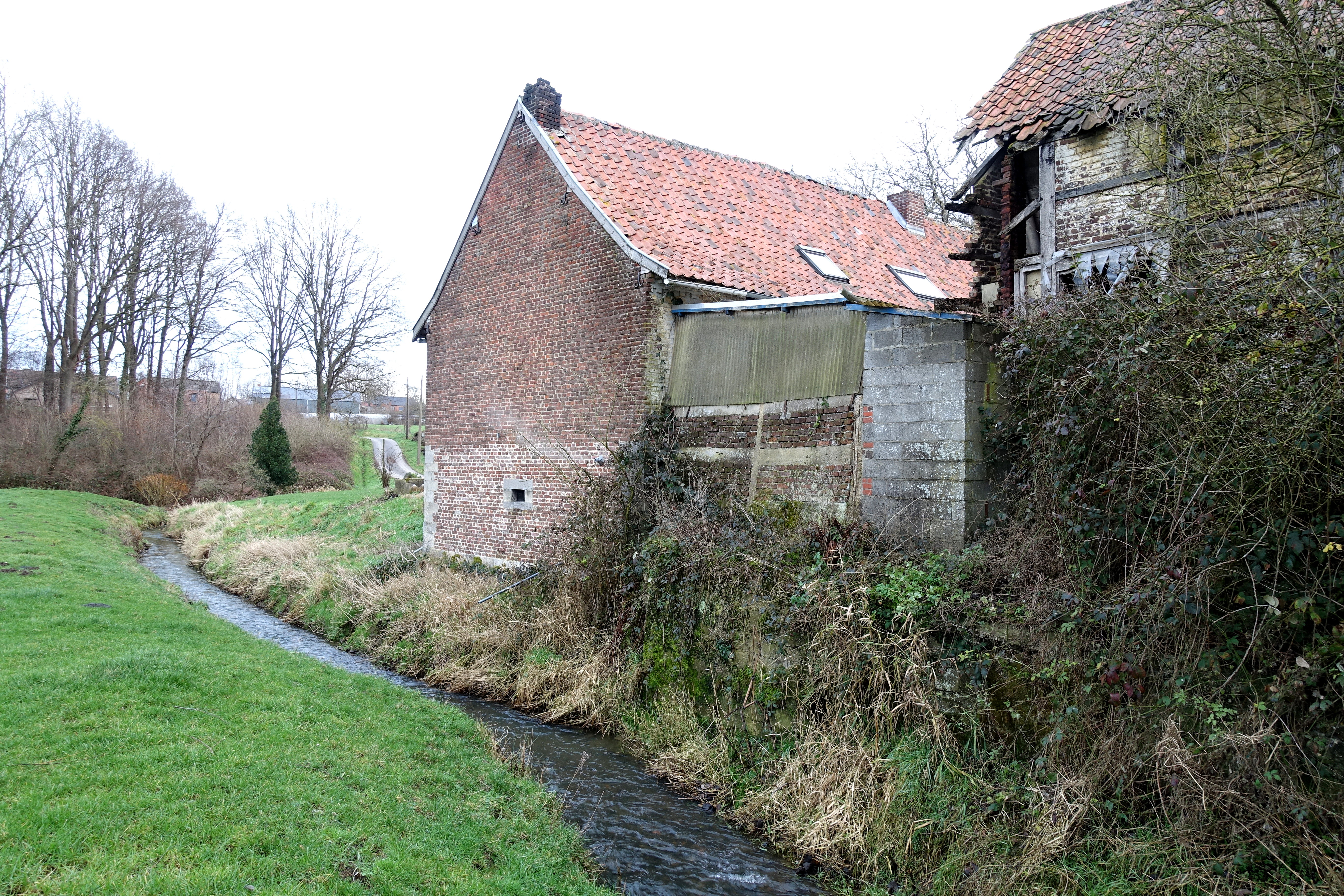
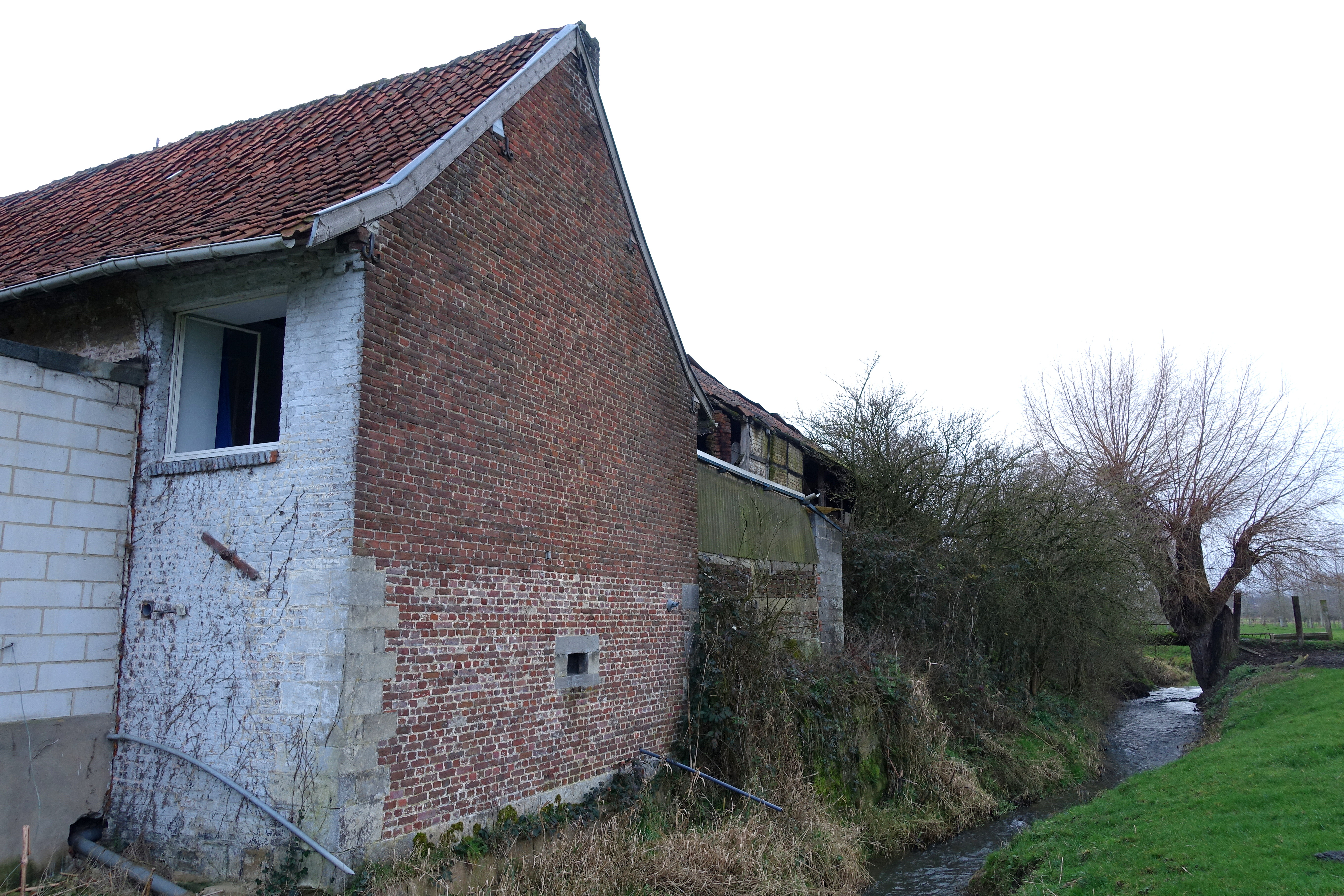

- Inventaris van het Bouwkundig Erfgoed (Vlaanderen): 32280